# Itarema
Itarema is een gemeente in de Braziliaanse deelstaat Ceará. De gemeente telt 36.536 inwoners (schatting 2009).

## Galerij

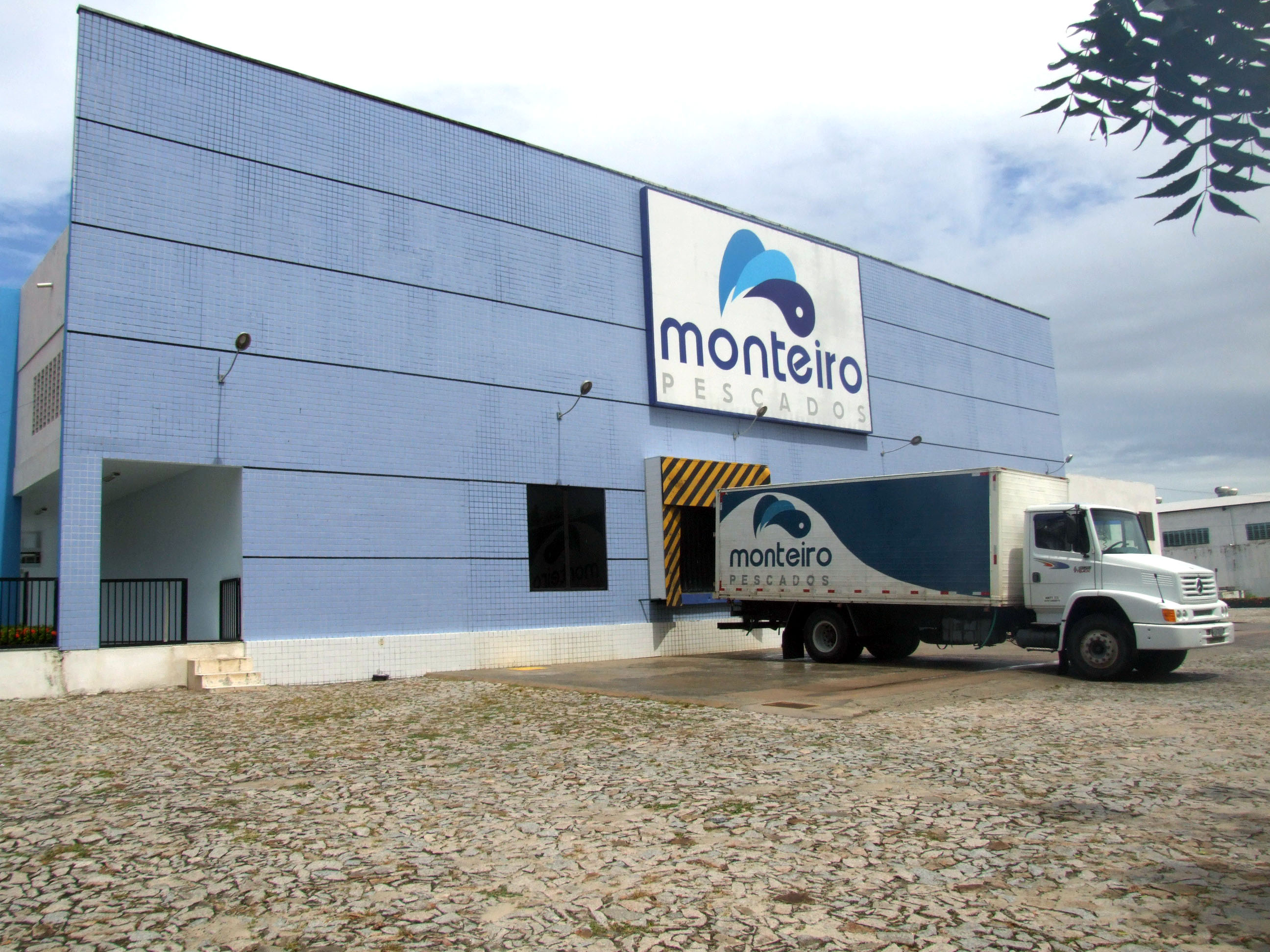
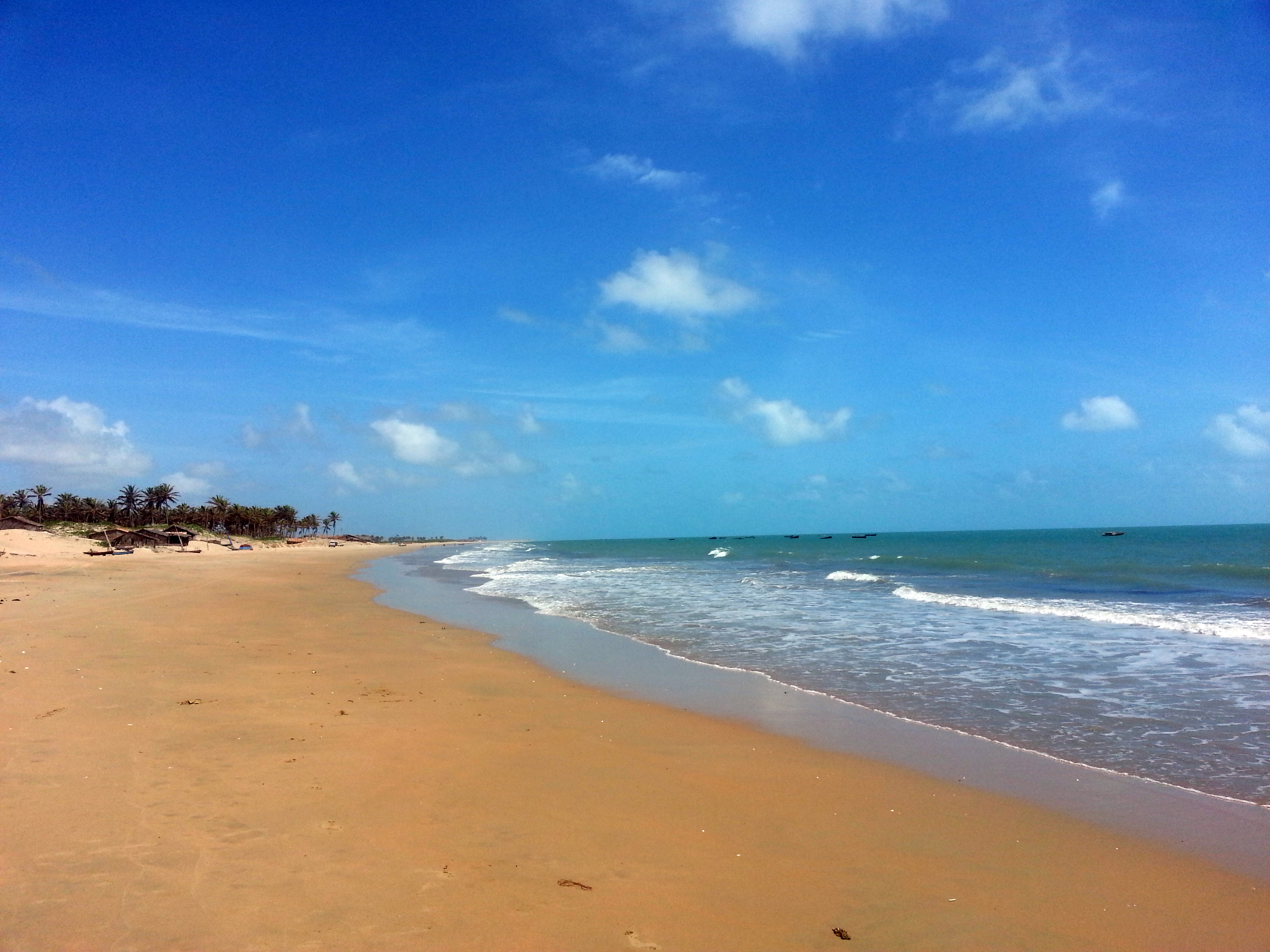
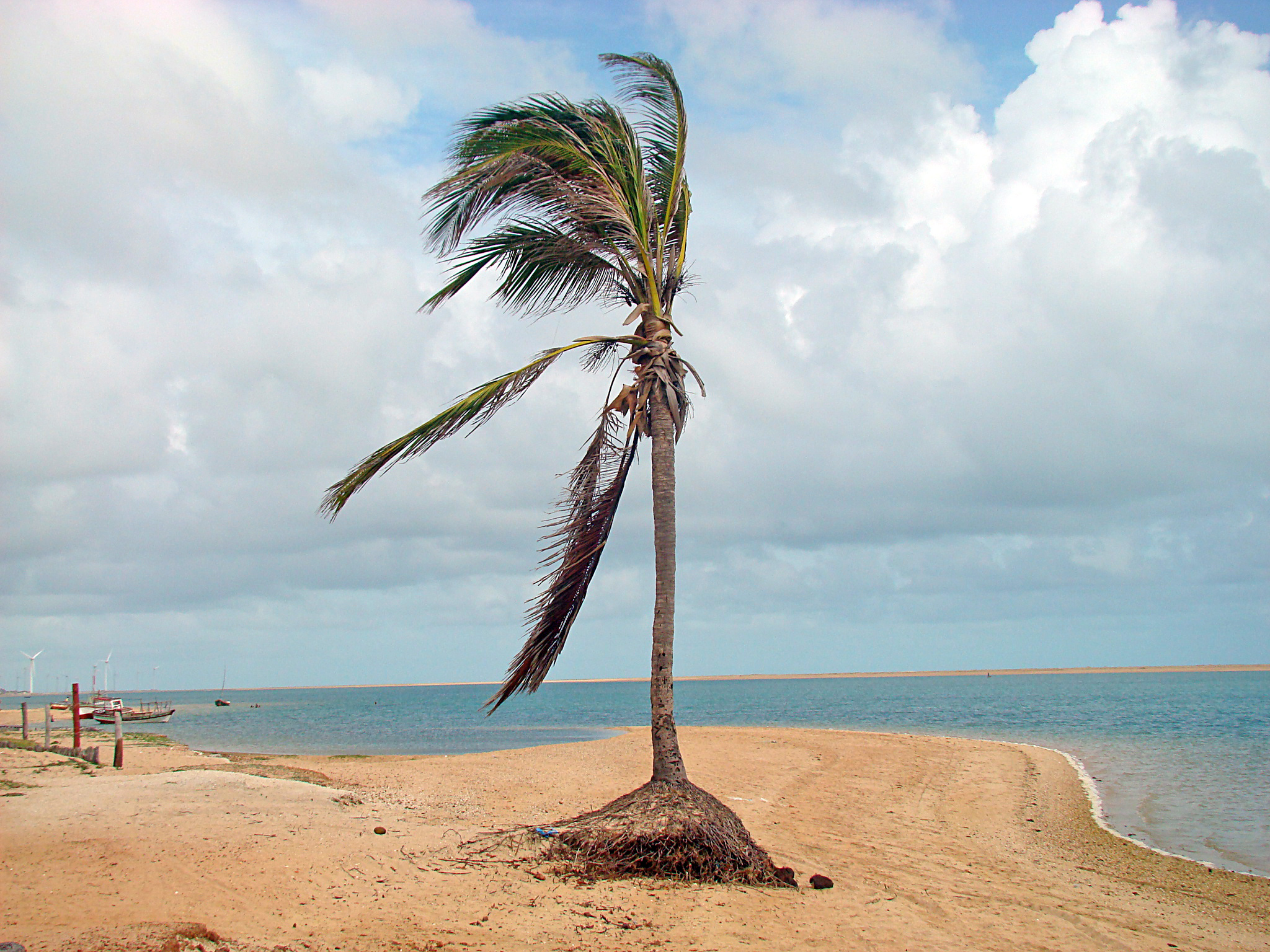